# Pyongyang Touch
Pyongyang Touch (tiếng Hàn Quốc: 평양 타치) là điện thoại thông minh ra mắt tại Bắc Triều Tiên vào năm 2014 và có lẽ là do công ty Uniscope của Trung Quốc sản xuất. Mẫu điện thoại được đặt theo tên thủ đô Bình Nhưỡng (Pyongyang) của nước này. Không có thông tin gì nhiều về thông số kỹ thuật, nhưng điện thoại này được cho là chạy phiên bản Android đã qua sửa đổi. Nhìn bề ngoài, nó trông giống với iPhone 3G và có các màu trắng, hồng và xanh lam. Vì phần lớn dân chúng ở Bắc Triều Tiên bị từ chối truy cập Internet nên chỉ có quyền truy cập vào mạng nội bộ Kwangmyong. Pyongyang Touch khá phổ biến ở nhóm cư dân trẻ tuổi.